# Kirabira
Kirabira – u Bagandów z Ugandy bóstwo karzące ludzi za popełnione przewinienia oraz za opieszałość w wypełnianiu obowiązków religijnych.
Występuje także jako bóstwo wojny obok Kibuki, Gulu i Nende – funkcję tę pełnił od chwili śmierci Kibuki na polu bitwy.